# Пол Семюельсон
Пол Е́нтоні Сем'юе́лсон (Самуе́льсон) (англ. Paul Anthony Samuelson; 15 травня 1915, Гері, штат Індіана — 13 грудня 2009, Белмонт, штат Массачусетс) — американський економіст. Інститутський професор Массачусетського технологічного інституту.

## Життєпис
Пол Самуельсон народився в невеликому містечку Гері в штаті Індіана в сім'ї аптекаря Френка Самуельсона і Елли Ліптон, єврейських іммігрантів з Польщі.
Навчався в Чиказькому університеті в 1932–1935 рр. Ступінь бакалавра здобув ще бувши підлітком. А 1936-го здобув ступінь магістра й був призначений молодшим співробітником Гарвардського університету. З початку роботи в Гарварді його наставниками були такі видатні науковці, як Й. Шумпетер, Елвін Гансен, В.Леонтьєв.

### 1940-1950 роки
У 1941 р. захистив докторську дисертацію і за цю ж роботу був удостоєний премії Девіда Уелса. З 1940 р. працює в Массачусетському технологічному інституті (МІТ), спочатку як асистент, з 1947 р. як професор. Саме Самуельсон перетворив МІТ на одну з провідних економічних шкіл США. В роки Другої світової війни був консультантом з планування національних ресурсів та військового виробництва.

### 1960-і роки
Радник багатьох державних та приватних установ, президентів Дж. Кеннеді, Л. Джонсона. Національне визнання до вченого прийшло під час його роботи радником президента Джона Кеннеді.
Лауреат Нобелівської премії з економіки (1970) «за наукову роботу, що розвинула статичну і динамічну економічну теорію і зробила внесок в підвищення загального рівня аналізу в області економічної науки»

## Внесок в економічну теорію
Самуельсон і до цього дня залишається одним з найбільш плідних англомовних авторів: у середньому він писав по одній статті в місяць впродовж п'ятдесяти років. Багато з цих статей були написані самостійно, без співавторів, а не менше трьох десятків з них — стали канонічними для своїх областей. Через це важко визначити, яким саме розділом економічної теорії займався Самуельсон.
Пітер Даймонд з використанням ідей Пола Самуельсона та у 1965 році оприлюднив Модель перетинних поколінь, яка дозволила поглибити розуміння економічного зростання в умовах досконалої конкуренції, а також дослідити вплив на рівень споживання типу пенсійної системи (солідарна чи накопичувальна).
З середині 1950-х до середини 1970-х років Джоан Робінсон, П'єро Сраффа, Пол Самуельсон, Роберт Солоу та інші видатні економісти вели теоретичну дискуссію, яка стала відома як «Кембриджська суперечка про капітал». Під критикою опинилась неокласична концепція сукупного виробництва та розподілу. Суперечка оголила теоретичні протиріччя в економічній науці, була продемонстрована нездатність маржиналізму та кейнсіанства пояснити природу і розмір прибутку на капітал у макроекономічному вимірі. Одним з результатів дискуссії була стаття Левхарі і Самуельсона, яка починалася словами: «Ми хочемо чітко заявити, що пов'язана з нами теорема про не переключення [технологій] з усією визначеністю невірна.» Сьоме видання «Економіки» Самуельсона було значно перероблене і очищене від продемонстрованих теоретичних помилок.

## Основні публікації

### Основи економічного аналізу (Foundations of Economic Analysis), 1946
Книга Самуельсона «Основи економічного аналізу» (1946) вважається його magnum opus. Вона отримана з його докторської дисертації та була натхненною методами класичної термодинаміки. Книга пропонує:
- вивчити основні аналогії між центральними ознаками теоретичної та прикладної економіки
- вивчити, як можна одержати оперативно значущі теореми за допомогою невеликої кількості аналогічних методів (с. 3),
- щоб вивести «загальну теорію економічних теорій» (Самуельсон, 1983, стор. xxvi). У книзі було показано, як ці цілі можна було б досягти плідно і плідно, використовуючи мову математики, застосовану до різних підполів економіки. Книга пропонує дві загальні гіпотези, які є достатніми для її цілей:
- максимізація поведінки агентів (у тому числі споживачів щодо комунальних та ділових фірм щодо отримання прибутку) та
- економічні системи (включаючи ринок та економіку) в стабільній рівновазі.

У першому положенні його погляди висловлювали думку про те, що всі суб'єкти, будь то фірми чи споживачі, прагнуть щось досягти максимально. Вони могли б намагатися максимізувати прибуток, корисність чи багатство, але це не мало значення, оскільки їх зусилля щодо покращення добробуту забезпечили б основну модель для всіх суб'єктів економічної системи. Його другий принцип був зосереджений на наданні розуміння функціонування рівноваги в економіці. Як правило, на ринку пропозиція дорівнює попиту. Однак він закликав, що це може бути не так, і що важливо звернути увагу на природний спокій системи. Фонди представляють питання про те, як рівновага реагувала б, коли вона переміщується з оптимальної точки. [23] Самуельсон також мав вплив на надання пояснень, як зміни певних факторів можуть впливати на економічну систему. Наприклад, він міг би пояснити економічний ефект від зміни податків чи нових технологій.
У ході аналізу формалізована та чітко викладена порівняльна статика (аналіз змін рівноваги системи, що є наслідком зміни параметрів системи).
Глава про економіку добробуту «спроба (-ла) дати короткий, але досить повний огляд усієї галузі економіки добробуту» (Самуельсон, 1947, стор. 252). Він також розкриває та розвиває те, що прийнято називати функцією соціального забезпечення Бергсона-Самуельсона. Він показує, як представити (в розрахунку на максимізацію) всі реально оцінені економічні заходи будь-якої системи вірувань, які необхідні для ранжування послідовно різних можливих соціальних конфігурацій у етичному розумінні як «кращі», «гірші» або "байдужі до "один одного (с. 221).

### Підручник «Економіка» (Economics), 1948
Відомий підручник Самуельсона «Економіка» (Economics) в першому виданні з'явився ще у 1948 і відтоді перевидавався 18 разів, ставши підручником для мільйонів людей в багатьох країнах світу. В 90-х роках побачили його і студенти України.
Після смерті Самуельсона редакторську колегію підручника очолив Вільям Нордхаус — один з лауреатів Нобелівської премії з економіки 2018 р.
Важливий фактор популярності підручника Самуельсона і Нордхауса — це здатність його авторів писати просто і йти в ногу з часом. Так, свіже видання підручника зазвичай містить практично всі передові досягнення економічної теорії, викладені мовою, зрозумілою практично для будь-якої людини з середньою освітою.
Підручник перекладено чотирма десятками мов, а його валовий наклад наближається до п'яти мільйоном копій.

## Цікавий факт
1961 року Самуельсон припустив, що протягом 1984—1997 років СРСР міг перегнати США за розміром економіки (припущення не виправдалося).